# جی آکووونه
جی آکووونه (به انگلیسی: 0010264) (زادهٔ ۲۰ اوت ۱۹۵۵) بازیگر آمریکایی است.
از فیلم‌های معروف او می‌توان به بازی در فیلم گشت زنی، فولاد سرد و مولی اشاره کرد.